# Anaspis almorana
Anaspis almorana es una especie de coleóptero de la familia Scraptiidae.

## Distribución geográfica
Habita en Kumaon (India).